# 1980 en Nouvelle-Écosse
Chronologie de la Nouvelle-Écosse
- 1976
- 1977
- 1978
- 1979
- 1980
- 1981
- 1982
- 1983
- 1984

Cette page concerne des événements d'actualité qui se sont produits durant l'année 1980 dans la province canadienne de la Nouvelle-Écosse.

## Politique
- Premier ministre : John Buchanan
- Chef de l'Opposition :
- Lieutenant-gouverneur : John Elvin Shaffner
- Législature :

## Naissances
- 20 avril : Ryan Flinn (né à Halifax) est un joueur professionnel de hockey sur glace canadien.

- 13 juillet : Trevor Ettinger (né à Truro - décédé le 28 juillet 2003 à Kenticook au Canada) est un joueur professionnel de hockey sur glace canadien.